# Jenseits von Eden (Film)
Jenseits von Eden (Originaltitel: East of Eden) ist ein US-amerikanisches Filmdrama des Regisseurs Elia Kazan aus dem Jahr 1955. Er basiert auf dem gleichnamigen Roman des Schriftstellers John Steinbeck, wobei sich der Film nur auf das letzte Viertel des Buches konzentriert. Der Film zeigt James Dean in seiner ersten großen Filmrolle.

## Handlung
Die kalifornische Stadt Salinas im Jahre 1917: Die Zwillingsbrüder Caleb (kurz „Cal“ genannt) und Aron wachsen bei ihrem alleinerziehenden Vater Adam Trask auf. Der Vater scheint seinen wohlerzogenen Sohn Aron lieber zu mögen, während der stürmische Cal ständig um die Liebe seines Vaters und dessen Anerkennung kämpfen muss. Adam, ein Farmer, hat seinen Söhnen erzählt, dass ihre Mutter Kate kurz nach ihrer Geburt gestorben sei. Tatsächlich hat sie jedoch die Familie verlassen und leitet ein gutgehendes Bordell in der nahegelegenen Stadt Monterey. Cal hat – unbemerkt von seinem Vater – davon erfahren. Er beobachtet heimlich seine Mutter und versucht mehrmals, mit ihr in Kontakt zu kommen. Sie lässt ihn jedoch verprügeln und weigert sich, mit ihm zu sprechen.
Adam investiert in das Unternehmen, Gemüse einzufrieren, um es länger haltbar zu machen. Dabei geht es ihm nicht um den möglichen Gewinn, sondern um den Fortschritt im Dienste der Menschheit. Cals Ratschlag, lieber in Bohnen zu investieren, die großen Gewinn versprechen, lehnt er ab. Bei einem waghalsigen Unterfangen, bei dem Adam versucht, Salat eisgekühlt an die Ostküste zu transportieren, verliert Adam fast sein gesamtes Vermögen. Cal entwickelt nun den Plan, das Geld für seinen Vater wiederzubeschaffen und endlich dessen Zuneigung zu gewinnen. Er bittet seine Mutter Kate, die mit ihrem Bordell viel Geld verdient hat, ihm einen Betrag zu leihen, damit er ein eigenes Geschäft aufziehen und so das Geld für seinen Vater verdienen kann. Nach einigem Zögern willigt sie schließlich ein und leiht ihrem Sohn 5000 Dollar.
Damit kauft er billig eine Bohnenernte, die er dann mit Hilfe von Will Hamilton – einem Bekannten seines Vaters – teuer an die amerikanische Armee weiterverkauft. Diese benötigt dringend Vorräte für den Eintritt in den Ersten Weltkrieg gegen das Deutsche Kaiserreich. Inzwischen entwickeln Cal und Abra, die Freundin von Aron, Gefühle füreinander und kommen sich immer näher. Abra versucht, Cal zu verstehen, und will ihm helfen. Auf einem Riesenrad kommt es zu einem Kuss zwischen Cal und Abra, der jedoch beide mit schlechtem Gewissen zurücklässt. Aron beobachtet mit zunehmender Eifersucht, wie seine Freundin und Cal sich einander annähern.
Cal will seinen Vater mit dem verdienten Geld zu dessen Geburtstag überraschen, doch dieser lehnt dieses ab, weil er durch den Krieg und das daraus resultierende Leid anderer keinen Gewinn machen will. Vielmehr freut sich Adam über das Geschenk von Aron, der seinem Vater seine Verlobung mit Abra mitteilt. Cal sieht in dem Verhalten seines Vaters nur einen weiteren Beweis der Lieblosigkeit ihm gegenüber und rennt weinend davon. Abra folgt ihm. Der eifersüchtige Aron fordert seinen Bruder auf, sich von ihr fernzuhalten, und macht Cal Vorwürfe, dass er schon immer schlecht gewesen sei.
Als eine Art Racheakt bringt Cal seinen Bruder zu ihrer Mutter Kate – von der Aron glaubt, sie sei tot und im Leben immer eine ideale Frau gewesen. Die Erkenntnis, dass sie am Leben und die Besitzerin eines Bordells ist, raubt ihm den Verstand. Er betrinkt sich und beschließt, sich den Freiwilligen für den Krieg anzuschließen, den er vorher abgelehnt hatte. Als Abra, Cal und sein Vater am Bahnhof eintreffen, um Aron aufzuhalten, lacht dieser nur hysterisch und blickt apathisch aus dem Zugfenster seinen Vater an, während der Zug anfährt. Adam erleidet daraufhin einen Schlaganfall und bricht in Cals Armen zusammen.
Infolge des Schlaganfalles liegt Adam kurz darauf gelähmt im Bett. Cal bittet ihn um Verzeihung, doch Adam reagiert nicht darauf. Daraufhin geht sein Sohn weinend aus dem Raum. Abra, die in Adam seit Langem eine Art Vaterfigur sieht, redet nun auf diesen ein, seinem Sohn endlich seine Liebe zu zeigen, da dieser gefangen sei von der Vorstellung, seinem Vater gleichgültig zu sein. Auch hierauf zeigt Adam keine Reaktion, doch Cal lässt sich von Abra überreden, noch einmal mit Adam zu sprechen. Nun reagiert Adam und bittet seinen Sohn, die unausstehliche Krankenschwester wegzuschicken und stattdessen selbst die Pflege zu übernehmen. Cal bedankt sich bei Abra, wobei sich eine beginnende Beziehung zwischen den beiden abzeichnet. Dann setzt er sich mit einem Stuhl neben das Bett seines Vaters.

## Hintergrund
John Steinbecks Roman Jenseits von Eden (East of Eden) war 1952 erschienen und zum großen Erfolg beim Publikum geworden. Der Titel der Romanvorlage geht auf ein Zitat aus der hebräischen Bibel zurück (Genesis 4,16 ), und auch ansonsten ist das Buch mit Anleihen an die Bibel gespickt (z. B. die Anspielung auf die Vertreibung aus dem Garten Eden im Filmtitel, die Rivalität zwischen Kain und Abel in Genesis 4,1-16 , das Motiv der ungleichen Vaterliebe zwischen Isaak und seinen zwei Söhnen Esau und Jakob in Genesis 25,28  etc.).
Für die Verfilmung als Regisseur und Produzent verantwortlich war Elia Kazan, einer der damals angesehensten Regisseure Amerikas. Steinbeck und Kazan waren miteinander befreundet, seit sie 1952 am Drehbuch von Viva Zapata! zusammengearbeitet hatten. Kazan identifizierte sich mit dem Stoff, da die Beziehung zwischen ihm und seinem Vater auch immer schwierig war.
Für einen einzigen Streifen war der Romaninhalt allerdings zu lang und komplex, weshalb der Film sich ausschließlich auf das letzte Viertel des Romans konzentriert. Selbst mit diesem lässt sich die Verfilmung so viele Freiheiten, dass Jenseits von Eden insgesamt als sehr lose Verfilmung von Steinbecks Roman gilt. Am Ende zeigte sich Steinbeck trotz der vielen Änderungen positiv gegenüber dem Film und erklärte, dass James Dean die perfekte Verkörperung von Caleb sei.
Häufig wird angenommen, dass Jenseits von Eden das Filmdebüt von James Dean sei – diese Annahme ist allerdings falsch, da Dean bereits seit Anfang der 1950er-Jahre einige sehr kleine Filmrollen gespielt hatte. Jenseits von Eden war aber seine erste wichtige Filmrolle und sein Durchbruch als Filmschauspieler. Elia Kazan erinnerte sich später: „James Dean sah genauso aus wie Cal Trask in Jenseits von Eden, und er sprach auch so. Als er das New Yorker Büro der Warner Bros. betrat, wusste ich sofort, dass ich den richtigen Mann für die Rolle gefunden hatte. Er war vorsichtig, störrisch und misstrauisch und schien voller unterdrückter Gefühle.“
Dean wurde, damit er wie ein richtiger Farmer aussah, von Kazan für eine Woche nach Palm Springs geschickt. Dort sollte sich Dean in der Sonne aufhalten (damit seine Haut wie auf dem Land gebräunt würde) und täglich eine große Portion Sahne essen (damit er nicht so schmächtig aussah und an Gewicht zunahm). Ein weiteres Ärgernis zwischen Regisseur und Hauptdarsteller waren die regelmäßigen Partybesuche Deans in Hollywood. Kazan wollte die nächtlichen Ausgänge seines Stars verhindern und quartierte Dean in einen Bungalow direkt gegenüber seinem eigenen auf dem Studiogelände der Warner Brothers ein, damit er ein Auge auf seinen Hauptdarsteller haben konnte, wie Kazan 1988 in seiner Autobiografie A Life bekannte.
Vor der Besetzung Deans hatte Kazan auch über andere Schauspieler nachgedacht: Paul Newman etwa war auch im Gespräch für die Rolle von Cal. Einmal wollte Kazan auch Marlon Brando und Montgomery Clift als ungleiche Brüder besetzen, die ebenfalls wie Dean für das neuartige Method Acting standen. Kazan verwarf die Idee jedoch, da beide mit über 30 Jahren zu alt für die jugendlichen Rollen waren. Broadway-Star Julie Harris wurde aber trotz ihrer 29 Jahre für die Rolle der Abra auf Wunsch von Kazan verpflichtet, obwohl das Filmstudio Warner Brothers Joanne Woodward favorisiert hatte. Für die Schauspieler Richard Davalos als Bruder Aron, Jo Van Fleet als Mutter Kate, Lois Smith als Bordellkellnerin Anne und Barbara Baxley als Krankenschwester bedeutete Jenseits von Eden das Filmdebüt.
Berühmt wurden die Auseinandersetzungen während der zehnwöchigen Dreharbeiten zwischen dem Darsteller des Vaters, Raymond Massey, und James Dean. Dean kam oft unvorbereitet ans Filmset und variierte immer wieder seine Textzeilen und sagte Sachen, die so nicht im Drehbuch standen. Dies gehörte auch zu Deans ungewöhnlichem, oft improvisierenden Schauspielstil, irritierte oder sogar erzürnte aber viele seiner Mitschauspieler, allen voran Massey. Der erfahrene Charakterdarsteller sah darin, dass Dean seinen Text teilweise nicht auswendig konnte, ein Zeichen von Unprofessionalität seitens des Jungschauspielers. Elia Kazan mischte sich bewusst nicht in die Differenzen zwischen Massey und Dean ein, da die persönlichen Spannungen der beiden Schauspieler auf die Rollen von Vater und Sohn perfekt passten. Dadurch wirkte der Vater-Sohn-Konflikt um so echter. Für James Dean war die Rolle sowieso zum Teil autobiografisch: Seine Mutter war früh verstorben, die Beziehung zu seinem Vater war schwierig und distanziert.
Jenseits von Eden war die erste Filmarbeit des Komponisten Leonard Rosenman. Als Kameramann fungierte Ted McCord, der in Cinemascope-Breitbild drehte. Die Kostüme wurden von Anna Hill Johnstone entworfen, Gordon Bau war Maskenbildner, und Stanley Jones kümmerte sich um den Ton. James Basevi und Malcolm C. Bert waren für das Szenenbild verantwortlich, die weitere Ausstattung besorgte George James Hopkins.

## Drehorte
Obwohl der Film an sich in Monterey spielt, wurde ein Großteil in Wahrheit in Mendocino, einer Kleinstadt nördlich von San Francisco, gedreht. Außerdem wurde für einige Szenen das Salinas Valley gewählt.

## Synchronisation
Die deutsche Synchronfassung entstand zur deutschen Kinopremiere im Juli 1955 bei der Deutsche Mondial Film GmbH. Der Film wurde bei der Erstellung der Synchronisation an einigen Stellen leicht gekürzt: So wurde insbesondere die Szene, in der der mit den Trasks befreundete Deutschamerikaner Gustav Albrecht wegen des Krieges zwischen Deutschland und den USA auf dem Jahrmarkt angefeindet wird, nicht synchronisiert. Bis heute werden die nicht synchronisierten Szenen bei Fernsehausstrahlungen ausgelassen, auf der deutschen DVD zu Jenseits von Eden sind sie allerdings enthalten.
| Rolle                 | Darsteller      | Synchronsprecher  |
| --------------------- | --------------- | ----------------- |
| Cal Trask             | James Dean      | Dietmar Schönherr |
| Abra                  | Julie Harris    | Margot Leonard    |
| Adam Trask            | Raymond Massey  | Curt Ackermann    |
| Aron Trask            | Richard Davalos | Harry Wüstenhagen |
| Kate, Mutter          | Jo Van Fleet    | Roma Bahn         |
| Sheriff Sam Cooper    | Burl Ives       | Eduard Wandrey    |
| Will Hamilton         | Albert Dekker   | Bum Krüger        |
| Joe, Kates Handlanger | Timothy Carey   | Harald Juhnke     |
| Gustav Albrecht       | Harold Gordon   | Hans Hessling     |
| Dr. Edwards           | Richard Garrick | Knut Hartwig      |
| Mr. Piscora           | Mario Siletti   | Erich Poremski    |

## Kritiken
Adolf Heinzlmeier und Berndt Schulz konstatierten im Lexikon „Filme im Fernsehen“, dass Jenseits von Eden der „erste jener drei berühmten Filme“ sei, „die den Mythos Dean begründeten“. Dabei helfe der „Vater-Sohn-Konflikt als ideales Vehikel für den Aufmüpfigen, Unangepassten, sein rebellisches Potenzial zu entfalten“. Der Film sei zwar bisweilen „rührselig bis kitschig“, aber dennoch „überdurchschnittlich“.
Dem Lexikon des internationalen Films zufolge verdichtete Regisseur Kazan „die Vorlage – eine moderne Variation des Kain-und-Abel-Themas – zu einem grandios gestalteten Generationendrama“, in dem „Hauptdarsteller James Dean […] mit seiner ersten Filmrolle auf Anhieb den Status eines Massenidols“ erreicht habe. Reclams Filmführer bezeichnete Jenseits von Eden als „bemerkenswertes Beispiel für eine angemessene Literaturverfilmung, die nicht nur die Fabel, sondern auch den Geist der Vorlage bewahrt“.

## Auszeichnungen
Im Jahr 1955 erhielt Jenseits von Eden eine Auszeichnung bei den Internationalen Filmfestspielen von Cannes als Bester Dramatischer Film; ferner lief der Film im Wettbewerb um die Goldene Palme. 1956 gewann Jo Van Fleet den Oscar in der Kategorie Beste Nebendarstellerin; Nominierungen gab es zudem für Elia Kazan (Beste Regie), James Dean (Bester Hauptdarsteller) und Paul Osborn (Bestes adaptiertes Drehbuch).
Ebenfalls 1956 war Jenseits von Eden für den British Film Academy Award in den Kategorien Bester Film, Bester ausländischer Darsteller (James Dean) und Bester Newcomer (Jo Van Fleet) nominiert. Im selben Jahr gewann der Film einen Golden Globe Award in der Kategorie Bester Film – Drama. 1955 empfahl die Evangelische Filmgilde Jenseits von Eden als besten Film des Monats August.